# BC Yenisey Krasnoyarsk
O BC Yenisey Krasnoyarsk  é um clube profissional de basquetebol situado na cidade de Krasnoyarsk, Krai de Krasnoiarsk, Rússia que disputa atualmente a Liga VTB e a Copa Europeia.